# Carl Carrier
Carl Carrier (* 4. Oktober 1972 in Teesside) ist ein ehemaliger britischer Biathlet.

## Karriere
Carl Carrier begann 1997 mit dem Biathlonsport und gehörte ab 2002 dem britischen Nationalkader an. Sein Trainer war Jason Sklenar. International debütierte er 2002 in Windischgarsten im Europacup und wurde 58. in einem Sprintrennen. 2005 kam er bei einem Sprint in Gurnigel auf den 22. Platz und erreichte damit sein bestes Resultat in der zweithöchsten Rennserie im Biathlonsport. Erstes Großereignis wurden die Biathlon-Europameisterschaften 2004 in Minsk. Carrier wurde 43. des Einzels, 47. des Sprints und 45. der Verfolgung. Im Jahr darauf wurde er in Nowosibirsk sowohl im Sprint als auch im Verfolgungsrennen 26. Wiederum ein Jahr später erreichte der Brite in Langdorf den 70. Rang im Einzel und wurde 77. des Sprintrennens. Zum vierten und letzten Mal nahm Carrier 2007 in Bansko an einer EM teil. Zum einzigen Mal startete er in allen vier Rennen und wurde 57. des Einzels, qualifizierte sich als 60. des Sprints als Letzter für das Verfolgungsrennen, in dem er auf den 42. Platz kam. Im Staffelrennen kam er mit Simon Burke, Paul Whibley und Simon Allanson auf den 13. Platz. Im Biathlon-Weltcup kam Carrier sporadisch zwischen 2006 und 2008 zum Einsatz. Sein erstes Rennen bestritt er 2006 mit der Staffel in Oberhof und wurde 18. Zum Auftakt der Saison 2006/07 kam er in Östersund zu seinem ersten Einsatz in einem Einzel, bei dem er 106. wurde. Im weiteren Saisonverlauf kam er in Pokljuka bei einem Sprintrennen nochmals in einem Einzelrennen zum Einsatz und verbesserte seine persönliche Bestleistung auf den 93. Platz. Letztmals kam er 2008 in Ruhpolding in einer Weltcupstaffel zum Einsatz.
National gewann Carrier 2005 mit der Militärpatrouille der Royal Air Force die Silbermedaille, ein Jahr später den Titel. Besonders erfolgreich wurden die Britischen Meisterschaften 2007, als er im Sprint und im Massenstart die Vizemeisterschaften gewann und in der Teamwertung Dritter wurde.

## Persönliches
Carl Carrier lebt in Rosenheim. Er arbeitet als Skilanglauf- und Biathlontrainer beim Skiclub Aising-Pang. Außerdem sitzt er im erweiterten Vorstand der British Biathlon Union.

## Biathlon-Weltcup-Platzierungen
Die Tabelle zeigt alle Platzierungen (je nach Austragungsjahr einschließlich Olympische Spiele und Weltmeisterschaften).
- 1.–3. Platz: Anzahl der Podiumsplatzierungen
- Top 10: Anzahl der Platzierungen unter den ersten zehn (einschließlich Podium)
- Punkteränge: Anzahl der Platzierungen innerhalb der Punkteränge (einschließlich Podium und Top 10)
- Starts: Anzahl gelaufener Rennen in der jeweiligen Disziplin

| Platzierung         | Einzel | Sprint | Verfolgung | Massenstart | Staffel | Gesamt |
| ------------------- | ------ | ------ | ---------- | ----------- | ------- | ------ |
| 1. Platz            |        |        |            |             |         |        |
| 2. Platz            |        |        |            |             |         |        |
| 3. Platz            |        |        |            |             |         |        |
| Top 10              |        |        |            |             |         |        |
| Punkteränge         |        |        |            |             | 4       | 4      |
| Starts              | 1      | 1      |            |             | 4       | 6      |
| Stand: Karriereende |        |        |            |             |         |        |